# Goodyears Bar
Goodyears Bar – jednostka osadnicza w Stanach Zjednoczonych, w stanie Kalifornia, w hrabstwie Sierra.